# 奇比特卡河
奇比特卡河（俄语：Чибитка），是俄羅斯的河流，位於南西伯利亚地区，屬於丘亞河的右支流，發源自庫賴山脈東南坡，流經阿尔泰共和國，河道全長39公里。